# Cé qu’è lainô

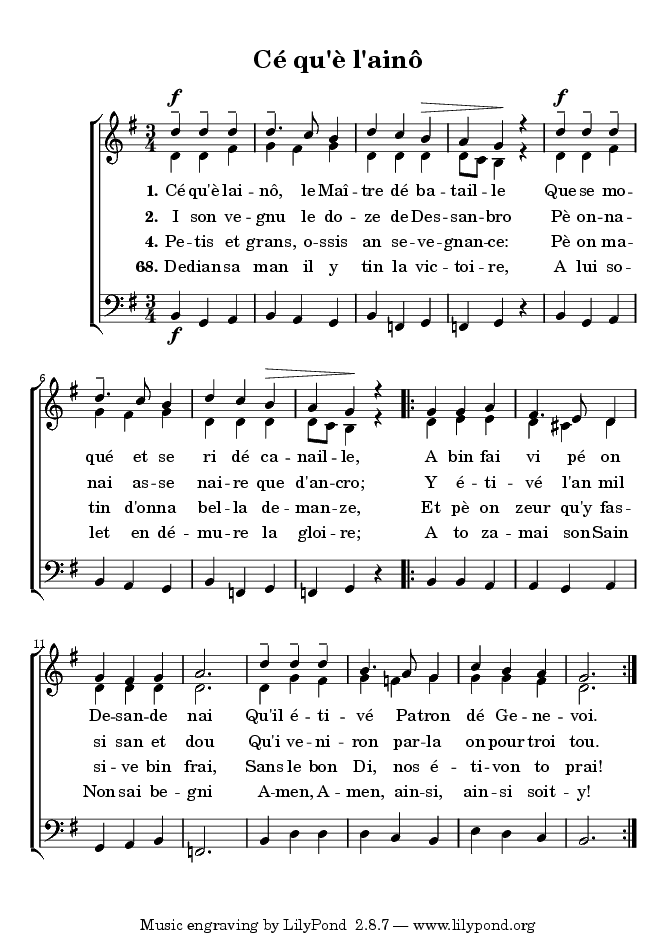
Partitur von Cé qu’è lainô mit den vier normalerweise gesungenen Strophen

Cé qu’è lainô (deutsch etwa: Derjenige, welcher oben [im Himmel] ist) ist die offizielle Hymne des Kantons Genf und wird seit 1603 ununterbrochen verwendet. Der Text erzählt die Geschichte der Escalade, des zurückgeschlagenen Eroberungsversuchs der Stadt Genf durch den Herzog von Savoyen am 12. Dezember 1602. Der Originaltext, der gesungen wird, ist in altem Genfer Dialekt verfasst; es existiert aber auch eine französische Übersetzung. Von den 68 Strophen werden normalerweise nur die Strophen 1, 2, 4 und 68 gesungen.

## Text
| Originaltext | Französische Übersetzung | Deutsche Übersetzung |
| --- | --- | --- |
| 1 Cé qu’è lainô, le Maitre dé bataille, Que se moqué et se ri dé canaille, A bin fai vi, pè on desande nai, Qu’il étivé patron dé Genevoi.          | 1 Celui qui est en haut, le Maître des batailles, Qui se moque et se rit des canailles A bien fait voir, par une nuit de samedi, Qu’il était patron des Genevois. | 1 Er dort oben, der Herr der Schlachten, der spottet und lacht über die Schurken, gab zu erkennen in einer Samstagnacht, dass er der Schutzherr der Genfer ist.      |
| 2 I son vegnu le doze de dessanbro, Pè onna nai asse naire que d’ancro; Y étivé l’ an mil si san et dou, Qu’ i veniron parla ou pou troi tou.       | 2 Ils sont venus le douze de décembre, Par une nuit aussi noire que d’encre; C’était l’an mil six cent et deux, Qu’ils vinrent parler un peu trop tôt.            | 2 Sie kamen am 12. Dezember, in einer Nacht, schwarz wie Tinte; es war das Jahr 1602, als sie etwas zu früh vorsprachen.                                             |
| 4 Petis et grans, ossis an sevegnance: Pè on matin d’ onna bella demanze, Et pè on zeur qu’ y fassive bin frai, Sans le bon Di, nos étivon to prai! | 4 Petits et grands, ayez en souvenance Par un matin d’un beau dimanche, Et par un jour où il faisait bien froid, Sans le bon Dieu, nous étions tous pris!         | 4 Kleine und Große, behaltet es im Gedächtnis: An einem schönen Sonntagmorgen, an einem Tag, der sehr kalt war, wären wir ohne den lieben Gott alle gefangen worden! |
| 68 Dedian sa man il y tin la victoire, A lui solet en démure la gloire. A to zamai son Sain Non sai begni! Amen, amen, ainsi, ainsi soit-y!         | 68 Dedans sa main il tient la victoire, A lui seul en demeure la gloire. A tout jamais son Saint Nom soit béni, Amen, amen, ainsi, ainsi soit-il!                 | 68 In seiner Hand hält er den Sieg, ihm allein gebührt dafür der Ruhm. Für immer sei sein heiliger Name gepriesen, amen, amen, so, so sei es!                        |